# Il était une fois au Mexique... Desperado 2
Pour les articles homonymes, voir Il était une fois.
Série El Mariachi
Desperado
(1995)
Pour plus de détails, voir Fiche technique et Distribution.
Il était une fois au Mexique... Desperado 2, ou Il était une fois au Mexique au Québec (Once Upon a Time in Mexico), est un film américano-mexicain écrit et réalisé par Robert Rodriguez, sorti en 2003.
Suite d'El Mariachi (1992) et de Desperado (1995), il conclut la Mexico Trilogy.
Le film suit le tueur-musicien « El Mariachi » qui se retrouve impliqué dans une affaire d'espionnage international avec un agent de la CIA psychotique et un général mexicain corrompu.

## Synopsis
El Mariachi est recruté par l'officier de la CIA Sheldon Jeffrey Sands pour tuer le général Emiliano Marquez, un officier corrompu de l'armée mexicaine qui a été embauché par le baron de la drogue mexicain Armando Barillo pour assassiner le président du Mexique et renverser le gouvernement pendant une période de troubles à Culiacán (la capitale de Sinaloa) qui teste la présidence. De nombreuses années auparavant, El Mariachi et son épouse Carolina ont affronté Marquez dans une fusillade et ont blessé le général; en représailles, Marquez a pris la vie de Carolina et de leur fille dans une embuscade. En plus d'El Mariachi, Sands persuade l'ancien agent du FBI Jorge Ramírez de sortir de sa retraite et de tuer Barillo, qui avait assassiné son partenaire Archuleta par le passé. De plus, l'agent Ajedrez de l'APN est affecté par Sands.
Tout en surveillant les activités de Barillo, Ramírez rencontre Billy Chambers, un fugitif américain qui vit sous la protection de Barillo, mais qui n'arrive plus à supporter les horribles tâches qu'il est obligé d'accomplir pour lui. Ramírez convainc Chambers qu'il lui fournira une protection en échange de se rapprocher de Barillo en équipant le chihuahua de Chambers avec un microphone caché, et Chambers accepte de conclure l'accord en se rendant aux autorités américaines une fois que Barillo aura été démoli. L'agent de Sands, Cucuy, initialement embauché pour garder un œil sur El Mariachi, se retourne et calme El Mariachi et le confie à Barillo, offrant également de révéler les détails du plan de Sands. Cucuy, cependant, est rapidement tué par Chambers tandis qu'El Mariachi échappe à sa captivité et appelle ses amis Lorenzo et Fideo pour l'aider dans sa mission.
Tout en surveillant l'activité de Barillo à l'extérieur d'un hôpital, Ramírez remarque des hommes armés qui prennent d'assaut le bâtiment et leur emboîte le pas. Il découvre qu'un groupe de médecins a été abattu et que Barillo a saigné à mort à la suite d'une reconstruction faciale bâclée, mais se rend compte que le cadavre sur la table d'opération est un corps double avant d'être assommé et kidnappé par le vrai Barillo. et Ajedrez, qui se révèle être la fille de Barillo. Sands se rend compte que sa mission a été compromise, mais il est trop tard, car il est capturé par Barillo et Ajedrez - qui se forcent les yeux avant de l'envoyer. Malgré sa cécité, il parvient à abattre un tueur à gages qui le suit avec l'aide d'un garçon chiclet.
Alors que Culiacán célèbre le jour des morts lors de la visite du président, Marquez et son armée font irruption et attaquent le palais présidentiel. Les troupes de Marquez, cependant, se heurtent à la résistance non seulement des gardes du corps du président, mais aussi des citoyens de Culiacán et des Mariachis. Sands avait ordonné à El Mariachi de permettre au président d'être tué avant d'attaquer Marquez, mais les Mariachis, concluant que le président est un homme bon, interviennent tôt et le protègent. Marquez entre dans le palais présidentiel, pour affronter à nouveau El Mariachi, qui tire sur ses rotules avant de le tuer d'un tir à la tête. Ramírez, qui a été libéré par Chambers, fait face à Barillo. Après que ce dernier ait abattu Chambers, Ramírez et El Mariachi tuent le baron de la drogue. Sands parvient à abattre la sadique Ajedrez à l'extérieur du palais présidentiel. Finalement, Lorenzo et Fideo repartent avec l'argent que Barillo utilisait pour payer Marquez et aider le président à échapper en toute sécurité à la tentative de coup d'État. Ramírez dit au revoir à Sands et s'éloigne, après avoir vengé la mort de son partenaire. El Mariachi donne ensuite sa part de l'argent à son village natal avant de marcher vers le coucher du soleil.

## Fiche technique
Sauf indication contraire, les informations mentionnées dans cette section peuvent être confirmées par la base de données cinématographiques IMDb,  présente dans la section « Liens externes ».
- Titre original : Once Upon a Time in Mexico
- Titre français : Il était une fois au Mexique... Desperado 2
- Titre québécois : Il était une fois au Mexique
- Réalisation, scénario et musique : Robert Rodriguez
- Direction artistique : Melo Hinojosa
- Décors : Robert Rodriguez, Eva Castro et Patrice Laure
- Costumes : Graciela Mazón
- Photographie : Robert Rodriguez
- Montage : Robert Rodriguez
- Production : Carlos Gallardo, Elizabeth Avellán et Robert Rodriguez
  - Coproduction : Tony Mark, Sue Jett et Luz María Rojas
- Sociétés de production[2] : Troublemaker Studios avec la participation de Columbia Pictures et Dimension Films
- Sociétés de distribution[2] : Columbia Pictures (États-Unis), Dimension Films et Miramax Films (international), Sony Pictures Entertainment (mondial, tous médias)
- Budget de production : 29 millions de dollars[3]
- Pays d'origine :  États-Unis,  Mexique
- Langues originales : anglais, espagnol
- Format[4] : couleur (DeLuxe) - 35 mm - 2,39:1 (Cinémascope) (Panavision) - son DTS | Dolby Digital | SDDS
- Genres : Action, thriller et espionnage
- Durée : 102 minutes
- Dates de sortie[5] :
  - États-Unis : 12 septembre 2003
  - France : 22 octobre 2003
  - Suisse romande : 24 décembre 2003
  - Belgique : 17 mars 2004
- Classification[6] :
  -  États-Unis : R – Restricted (les enfants de moins de 17 ans doivent être accompagnés d'un adulte).
  -  Mexique : B-15 (15 ans et plus, légèrement plus intensif que les cotes «A» et «B»)[réf. nécessaire].
  -  France : interdit aux moins de 12 ans[7]

## Distribution
- Antonio Banderas (VF : Pierre-François Pistorio ; VQ : Luis de Cespedes) : El Mariachi
- Salma Hayek (VF : Élisabeth Fargeot ; VQ : Camille Cyr-Desmarais) : Carolina
- Johnny Depp (VF : Bruno Choël ; VQ : Gilbert Lachance) : l'agent de la CIA Sands
- Mickey Rourke (VF : Michel Vigné ; VQ : Daniel Picard) : Billy Chambers
- Eva Mendes (VF : Brigitte Berges ; VQ : Isabelle Payant) : l'agent de l'AFN Ajedrez
- Danny Trejo (VF : Enrique Carballido ; VQ : Aubert Pallascio) : Cucuy
- Enrique Iglesias (VF : Cédric Dumond ; VQ : Philippe Martin) : Lorenzo
- Marco Leonardi (VF : Maurice Decoster ; VQ : Pierre-Alexandre Fortin) : Fideo
- Cheech Marin (VF : Marc Alfos ; VQ : Hubert Gagnon) : Belini
- Rubén Blades (VF : Diego Ascencio ; VQ : Benoit Rousseau) : Jorge Ramirez
- Willem Dafoe (VF : Dominique Collignon-Maurin ; VQ : Sébastien Dhavernas) : Armando Barillo
- Gerardo Vigil : le général Marquez
- Pedro Armendariz Jr (VF : Féodor Atkine ; VQ : Yvon Thiboutot) : le président mexicain
- Julio Oscar Mechoso (VQ : François Sasseville) : Nicholas

Légende : VF et VQ = Version québécoise

## Production

### Genèse du projet
L'idée de ce 3e volet est venue à Robert Rodriguez en 1994, durant le tournage de Desperado :

« Quentin Tarantino, qui jouait dans le film, m’a dit un jour : « Tu n'as pas l'air de t'en rendre compte, mais tu es en train de faire ta trilogie western. » Sur le coup, je n'ai pas du tout compris de quoi il parlait. Il faisait directement référence aux trois films de Sergio Leone, Pour une poignée de dollars, Et pour quelques dollars de plus et Le Bon, la Brute et le Truand. Il voyait un parallèle entre mes premiers films et cette illustre trilogie jouée par Clint Eastwood, désormais connue comme celle du héros sans nom parce qu'il n'est jamais nommé. Quentin m’a dit : « Tu dois en faire un de plus et l'appeler Il était une fois au Mexique. » Je lui ai répondu qu'il fallait d'abord que je finisse celui que j'étais en train de faire, mais l'idée s'est mise à me tourner dans la tête. J'ai commencé à y penser sérieusement... »

— Robert Rodriguez
Quand quelques années plus tard, Robert Rodriguez s’attelle réellement à la tâche, il écrit un scénario inspiré d'histoires que son oncle, qui a travaillé au FBI, lui a racontées autrefois. À partir de cela, il développe une intrigue autour des services secrets, de la drogue et de la corruption, puis place le personnage du Mariachi au milieu de tout ça :

« Beaucoup de choses se sont déroulées dans l'existence du Desperado depuis que nous l'avons quitté. Il vit désormais loin du monde avec Carolina, jouée par Salma Hayek. Il va falloir une bonne raison pour qu'il sorte de sa tanière. La plupart des événements marquants qui expliquent sa situation actuelle sont présentés à travers des flashbacks. Ces séquences, censées s'être déroulées entre Desperado et Desperado 2, constituent presque un film à elles toutes seules. Elles sont un peu l'épisode intermédiaire entre le second et le troisième volet. Utiliser ce procédé m’a permis d'accélérer le mouvement, de plonger aussitôt le public dans une aventure qui va beaucoup plus loin que pour une simple suite. C'est une nouvelle aventure avec des personnages que l'on connaît bien, mais que l'on retrouve des années plus tard. Ils ont évolué. On va par exemple apprendre comment leur couple s'est formé, découvrir leur enfant… »

— Robert Rodriguez

### Attribution des rôles

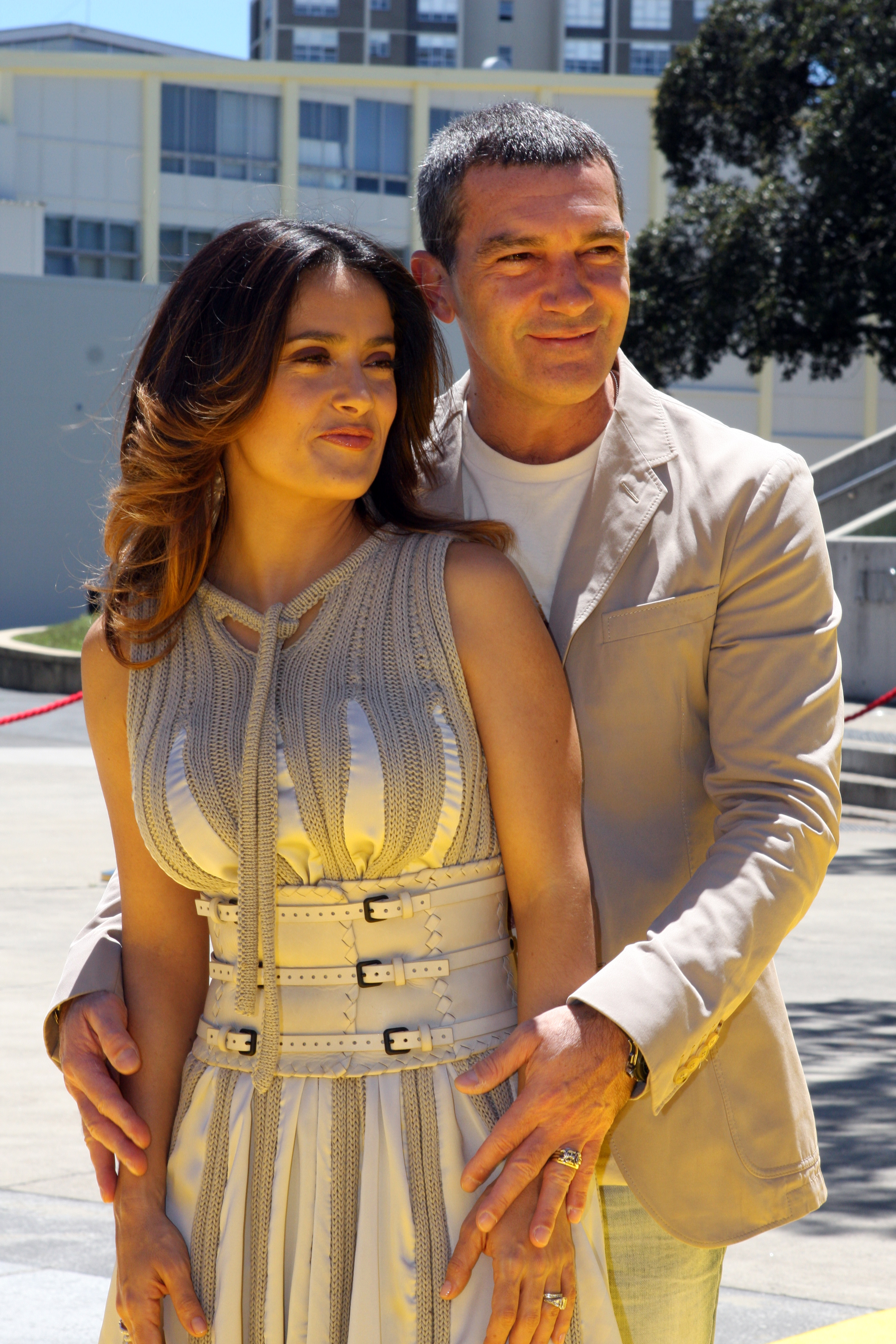
Le film reforme le tandem Antonio Banderas / Salma Hayek, révélé à Hollywood par le précédent opus.

De nombreux acteurs de Desperado reprennent leur rôle dans ce film, comme Antonio Banderas et Salma Hayek. Ce film marque leur 5e collaboration avec le réalisateur.
D'autres comédiens reviennent aussi, mais dans des rôles différents. Ainsi, Danny Trejo est ici Cucuy, alors qu'il était Navajas dans le 1er film. Cheech Marin est Belini et était le barman de Desperado.
Enrique Iglesias tient son 2e rôle au cinéma. Le premier était un caméo non crédité dans ... Desperado.

« J'ai l'habitude de la foule et de la notoriété et pourtant, le premier jour de tournage, j'étais comme un débutant transi de peur. »

— Enrique Iglesias
Tito Larriva, qui joue le chauffeur de taxi, est déjà apparu dans Desperado et Une nuit en enfer. Il est également le chanteur et leader du groupe Tito & Tarantula qui a participé à certaines bandes originales des films de Rodriguez.
Pour le rôle de l'agent Sands, George Clooney était le premier choix. Mais après le refus de ce dernier, Kurt Russell, Bruce Willis, Sean Penn et Nicolas Cage étaient sollicités avant que ce soit finalement Johnny Depp.

### Tournage
Le tournage a lieu entièrement au Mexique, notamment à Guanajuato, à San Miguel de Allende et dans l'État de Querétaro

### Bande originale
Bandes originales par Robert Rodriguez
Spy Kids 3 : Mission 3D
(2003) Sin City
(2005)
La musique du film est principalement composée par le réalisateur Robert Rodriguez. Par ailleurs, plusieurs acteurs du film ont contribué à sa composition :
- Rubén Blades a joué de la basse[10].
- Antonio Banderas a écrit et interprété la chanson du Desperado et est musicien sur le thème principal[10].
- Johnny Depp a entièrement composé la chanson en rapport avec son personnage, Sands (Theme). Il est cependant crédité sous le pseudonyme de Tonto's Giant Nuts[10].
- Salma Hayek chante Siente Mi Amor, le générique de fin[10].

L'album de la bande originale contient des morceaux déjà existants comme Pistolero de Juno Reactor, Me gustas tú de Manu Chao et Cuka Rocka de Chingón, le groupe de Robert Rodriguez.
Liste des titres
1. Malagueña (Brian Setzer) – 4:22
2. Traeme Paz (Patricia Vonne) – 2:56
3. Eye Patch (Alex Ruiz) – 1:51
4. Yo Te Quiero (Marcos Loya) – 3:48
5. Guitar Town (Robert Rodriguez) – 2:04
6. Church Shootout (Robert Rodriguez) – 1:38
7. Pistolero (Juno Reactor) – 3:38
8. Me gustas tú (Manu Chao) – 3:49
9. Sands (Theme) (Tonto's Giant Nuts) – 3:24
10. Dias de Los Angeles (Rick Del Castillo) – 5:08
11. The Man With No Eyes (Robert Rodriguez) – 2:09
12. Mariachi vs. Marquez (Robert Rodriguez) – 1:33
13. Flor del Mal (Tito Larriva) – 3:13
14. Chicle Boy (Robert Rodriguez) – 1:30
15. Coup de Etat (Robert Rodriguez) – 3:02
16. El Mariachi (Robert Rodriguez) – 1:22
17. Siente Mi Amor (Salma Hayek) – 4:24
18. Cuka Rocka (Chingón) – 1:44

## Accueil

### Critique
Aux États-Unis, le film a reçu des critiques plutôt bonnes :
- Sur Internet Movie Database, il obtient un score de 6,4⁄10 sur la base de 151 134 critiques[15].
- Sur Metacritic, il obtient un score de 56⁄100 sur la base de 34 critiques ainsi qu'un score de 8,8⁄10 basé sur 222 évaluations de la part du public[16].
- Sur l'agrégateur américain Rotten Tomatoes, il a reçu un accueil critique favorable, recueillant 66 % de critiques positives, avec une moyenne de 6,25⁄10 sur la base de 112 critiques positives et 57 négatives[17].

En France, le film a reçu des critiques mitigées sur Allociné :
- Il obtient une moyenne de 3,2⁄5 sur la base 9 critiques de la part de la presse [18].
- Il obtient une moyenne de 2,4⁄5 sur la base 278 critiques de la part des spectateurs[19].

Roger Ebert du Chicago Sun-Times note le film 3/4 en soulignant la qualité visuelle du film avec un côté « épique à la Leone », tout en relativisant sur la qualité du scénario.

### Box-office
| Pays ou région            | Box-office                      | Date d'arrêt du box-office | Nombre de semaines |
| ------------------------- | ------------------------------- | -------------------------- | ------------------ |
| États-Unis (1er week-end) | 23 424 118 $                    | du 12 au 14 septembre 2003 | -                  |
| États-Unis                | 56 359 780 $                    | 25 décembre 2003           | 16                 |
| Mexique                   | 2 293 512 $                     | 27 novembre 2003           | 5                  |
| France                    | 2 760 663 $                     | 11 novembre 2003           | 3                  |
| France Paris              | 456 385 entrées 157 037 entrées | -                          | -                  |
| Total hors États-Unis     | 41 736 246 $                    | 25 décembre 2003           | 16                 |
| Total mondial             | 98 096 026 $                    | 25 décembre 2003           | 16                 |

## Distinctions
Entre 2003 et 2004, Il était une fois au Mexique... Desperado 2 a été sélectionné 9 fois dans diverses catégories et a remporté 3 récompenses.

### Récompenses
- Imagen Foundation Awards 2004 :
  - Imagen Award du meilleur acteur dans un film décerné à Antonio Banderas.
  - Imagen Award du meilleur acteur dans un second rôle pour Rubén Blades.
- Satellite Awards 2004 : Satellite Award de la meilleure chanson originale pour "Siente Mi Amor" interprétée par Salma Hayek.

### Nominations
- Golden Schmoes Awards 2003 : 
  - Personnage le plus cool de l'année (Agent Sands).
  - Meilleur acteur dans un second rôle de l'année pour Johnny Depp.
- Satellite Awards 2004 : meilleur acteur dans un second rôle (film musical ou comédie) pour Johnny Depp.
- Teen Choice Awards 2004 : révélation féminine de l'année au cinéma pour Eva Mendes[Note 1].
- Taurus World Stunt Awards 2004[Note 2] : 
  - Meilleur travail de cascadeurs pour Cheryl Bermeo, Alex Madison et Norman Mora.
  - Meilleures cascadeuses pour Cheryl Bermeo et Alex Madison.